# Diamond Challenge Sculls
De Diamond Challenge Sculls is een internationale topwedstrijd roeien in de skiff heren open op de jaarlijkse Henley Royal Regatta op de Theems in Henley-on-Thames in Engeland. Deze wedstrijd werd voor het eerst gevaren in 1844. Mannelijke skiff - koppelroeiers uit alle roeiclubs kunnen toegelaten worden.
Bekende winnaars zijn John B. Kelly jr., de broer van Grace Kelly en zoon van meervoudig Olympisch roeikampioen John B. Kelly sr., en de Olympische - Wereldkampioenen Wyatt Allen, Jack Beresford, Mahe Drysdale, Duncan Free, Marcel Hacker, Peter-Michael Kolbe, Thomas Lange, Xeno Müller, Henry Pearce, Steve Redgrave, Gregory Searle en Mervyn Wood.
Viermaal werd de Diamond Sculls gewonnen door een Nederlander, door Janus Ooms (1892), Frits Eijken (1921), Bert Gunther (1929) en Merlin Vervoorn (1996). Belgische winnaars waren Ben Piessens (1947), Wim Van Belleghem (1991) en Hannes Obreno (2016). 

## Winnaars
| Diamond Challenge Sculls    | Diamond Challenge Sculls  | Diamond Challenge Sculls  |
| Jaar                        | Winnaar                   | Tweede                    |
| --------------------------- | ------------------------- | ------------------------- |
| 1939                        | Joe Burk                  | Roger Verey               |
| 1940–1945 (2e Wereldoorlog) |                           |                           |
| 1946                        | Jean Séphériadès          | John Kelly, Jr.           |
| 1947                        | John Kelly, Jr.           | C H Fronsdal              |
| 1948                        | Mervyn Wood               | Bert Bushnell             |
| 1949                        | John Kelly, Jr.           | J H Trinsey               |
| 1950                        | Antony Rowe               | R H van Mesdag            |
| 1951                        | Tony Fox                  | E Larsen                  |
| 1952                        | Mervyn Wood               | Tony Fox                  |
| 1953                        | Tony Fox                  | R George                  |
| 1954                        | Perica Vlašić             | A Colomb                  |
| 1955                        | Teodor Kocerka            | Sidney Rand               |
| 1956                        | Teodor Kocerka            | Tony Fox                  |
| 1957                        | Stuart Mackenzie          | Vjatsjeslav Ivanov        |
| 1958                        | Stuart Mackenzie          | Vjatsjeslav Ivanov        |
| 1959                        | Stuart Mackenzie          | Harry Parker              |
| 1960                        | Stuart Mackenzie          | Teodor Kocerka            |
| 1961                        | Stuart Mackenzie          | O Yjurin                  |
| 1962                        | Stuart Mackenzie          | William Barry             |
| 1963                        | Gottfried Kottmann        | William Barry             |
| 1964                        | Seymour Cromwell          | Alberto Demiddi           |
| 1965                        | Donald Spero              | Hugh Wardell-Yerburgh     |
| 1966                        | Achim Hill                | Jan Wienese               |
| 1967                        | Martin Studach            | Jochen Meißner            |
| 1968                        | Hugh Wardell-Yerburgh     | Kenny Dwan                |
| 1969                        | Joachim Böhmer            | Bill Tytus                |
| 1970                        | Jochen Meißner            | Patrick Delafield         |
| 1971                        | Alberto Demiddi           | James Willam Dietz        |
| 1972                        | Aleksandr Timosjinin      | Seán Drea                 |
| 1973                        | Seán Drea                 | David Sturge              |
| 1974                        | Seán Drea                 | Kenny Dwan                |
| 1975                        | Seán Drea                 | James Willam Dietz        |
| 1976                        | Edward Hale               | Peter Zeum                |
| 1977                        | Tim Crooks                | James Willam Dietz        |
| 1978                        | Tim Crooks                | Hugh Matheson             |
| 1979                        | Hugh Matheson             | Johan Ghoos               |
| 1980                        | Ricardo Ibarra            | Rolf Thorson              |
| 1981                        | Chris Baillieu            | S C Howell                |
| 1982                        | Chris Baillieu            | Allan Whitwell            |
| 1983                        | Steve Redgrave            | Tim Crooks                |
| 1984                        | Chris Baillieu            | Bjarne Eltang             |
| 1985                        | Steve Redgrave            | Bradley Lewis             |
| 1986                        | Bjarne Eltang             | Steve Redgrave            |
| 1987                        | Peter-Michael Kolbe       | Vassily Jakoesja          |
| 1988                        | GH McGlashan              | Andrew Sudduth            |
| 1989                        | Václav Chalupa            | Kajetan Broniewski        |
| 1990                        | Eric Verdonk              | Wim Van Belleghem         |
| 1991                        | Wim Van Belleghem         | Eric Verdonk              |
| 1992                        | Rorie Henderson           | Paul Reedy                |
| 1993                        | Thomas Lange              | Václav Chalupa            |
| 1994                        | Xeno Müller               | Martin Haldbo Hansen      |
| 1995                        | Jüri Jaanson              | Xeno Müller               |
| 1996                        | Merlin Vervoorn           | Andreas Bihrer            |
| 1997                        | Greg Searle               | Peter Haining             |
| 1998                        | Jamie Koven               | Greg Searle               |
| 1999                        | Marcel Hacker             | Jamie Koven               |
| 2000                        | Aquil Abdullah            | S D Goodbrand             |
| 2001                        | Duncan Free               | Todd Hallett              |
| 2002                        | Pete Wells                | Matt Langridge            |
| 2003                        | Alan Campbell             | Ben Hopkins               |
| 2004                        | Marcel Hacker             | Colin Smith               |
| 2005                        | Wyatt Allen               | Charlie Palmer            |
| 2006                        | Mahé Drysdale             | Charlie Palmer            |
| 2007                        | Alan Campbell             | Mahé Drysdale             |
| 2008                        | Ian Lawson                | Sean Jacob                |
| 2009                        | Mahé Drysdale             | Alan Campbell             |
| 2010                        | Mahé Drysdale             | Lassi Karonen             |
| 2011                        | Alan Campbell             | Nick Hudson               |
| 2012                        | Peter Lambert             | Graeme Thomas             |
| 2013                        | Aleksandar Aleksandrov    | Alan Campbell             |
| 2014                        | Mahé Drysdale             | Roel Braas                |
| 2015                        | Mahé Drysdale             | Gabor Csepregi            |
| 2016                        | Hannes Obreno             | Mahé Drysdale             |
| 2017                        | Matthew Dunham            | John Graves               |
| 2018                        | Mahé Drysdale             | Kjetil Borch              |
| 2019                        | Oliver Zeidler            | Guillaume Krommenhoek     |
| 2020                        | Afgelast vanwege COVID-19 | Afgelast vanwege COVID-19 |
| 2021                        | Graeme Thomas             | Sebastian Deveraux        |
| 2022                        | Oliver Zeidler            | David Bartholot           |
| 2023                        | Oliver Zeidler            | Piotr Płomiński           |